# فايف نايتس آت فريديز
فايف نايتس آت فريديز (بالإنجليزية: Five Nights at Freddy's)‏ هي سلسلة ألعاب الرعب، والذي طوره ونشره المبرمج الأمريكي سكوت كاوثون منذ 2014.

## بعض الشخصيات
- مايكل شميت: شاب في الخامس والعشرين من عمره قرر أن يعمل بمطعم فريدي فازبير للبيتزا، ورغم خطورة عمله وأجره الزهيد (4 دولارات في الساعة) ويقال أنه يعرف اصحاب الارواح التي داخل الدمى وأنه يسعى لتحريرها إلا أنه قد أكمل لياليه السبع في اللعبة تلعب دور مايك شميت حيث عليك أثناء دوام العمل أن تنجو من الآليات بكل ما لديك من وسائل النجاة.
- فريدي فازبير: هو الي على شكل دب بني اللون يقوم بملاحقة مايك كبقية الآليات.يعمل فريدي في فرقة المطعم كمغني رئيسي ويرتدي في السهرات ربطة عنق سوداء وقبعة سوداء صغيرة. يعتبر فريدي أخطر آلي وذلك بسبب عدوانيته وشراسته.و هو آخر آلي يبدأ بالتحرك وهو دائما.
- بوني الارنب: آلي على شكل أرنب بنفسجي. في الحفلات يرتدي ربطة عنق حمراء. يأخذ بوني مكانا في فرقة فريدي كعازف جيتار إلكتروني.و هو أول الي يبدا بالتحرك.
- تشيكا: آلية على شكل دجاجة صفراء. تشيكا هي الأنثى الوحيدة في الجزء الأول وهي الوحيدة التي تملك منديلا مكتوب عليها عبارة "!LET'S EAT“ ،"لنأكل!!!“ وهي الآلية الوحيدة التي لديها طقم أسنان مزدوج والذي قد يكون ملكا لبشري ما قضت عليه. تأخذ تشيكا مكانها في فرقة فريدي كمغنية ثانوية. وهي ثاني الية تبدا بالتحرك بعد بوني.
- فوكسي: آلي على شكل ثعلب أحمر اللون. لدى فوكسي طريقة غريبة في المطاردة إذ كلما وجد أو أحس فوكسي بأن مايك مختبئ يقوم هو أيضا بالاختباء هو الآخر وبعد دقائق يقوم بالقفز للانقضاض على مايكل. عكس باقي الآليات فهو ليس في فرقة فريدي ولكنه يعمل كمرفه للأطفال.وهو الرابع الذي يبدأ بالتحرك.
- رجل الهاتف: يعتبر شخصية غامضة ولكنه أول حارس ليلي سابق ينجو من شر الدمى بالمطعم.في اللعبة، يلعب دور المرشد حيث يقوم بإرشاد مايكل (اللاعب) كي يتخطى كل الليالي بنجاح.

## القصة

### قصة الجزء الأول
هي أن اللاعب يكون الحارس الليلي في مطعم وقد تغير هذا المطعم عدة مرات في أجزاء مختلفة وتكون هناك دمى آلية ويبدأ الدوام من الساعة الثانية عشرة ليلاً إلى السادسة صباحا، يواجه حارس المطعم أربعة آليين لشخصيات الرسوم المتحركة المرعبين، وهم يقومون بملاحقته ليلا ويقومون بقتله، وفي حال نجا سيتمكن من الحصول على راتب الشيك لا يتجاوز 120 دولار أمريكي.في الليلة الأولى يتصل بك المرشد عن طريق الهاتف المسمى بكل بساطة رجل الهاتف يذكر لك ان الاليات تكون في الليل في وضعية التجوال الحر وإذا راتك ستعتقد أنك هيكل آلي خرج عن جسد صاحبه وليس هذا فقط بل أيضا يذكر حادثتا تسمى بعضه ال87 بعبارة أخرى يبدو أن أحد الآليات قامت بمهاجمة أحد الزبائن لانها كانت أيضا تسمح لها بالتجوال في النهار لكنها منعت عن ذلك بسبب هذه الحادثة وتتفاوت النظريات حول أي آلي قام بهذه العضة، الضحية عاشت ولكن الهجوم قد أسفر عن فقدان الفص الجبهي للضحية
- في الأول ذكرنا أربع آليين ولكن هناك شخصية خامسة تشبه فريدي الا ان لونه اصفر اسمه في سجلات اللعبة هو دب أصفر(بالإنجليزية:yellow bear) لكن اللاعبين يطلقون عليه فريدي الذهبي(بالإنجليزية:golden Freddy)لا يظهر هذا الدب في الكاميرات ولن تجده إلا إذا صادفت ملصق لوجهه معلق على الحائط في بالكاميرا 2B وإذا عاد اللاعب إلى الغرفة الرئيسية فسيجد فريدي الذهبي أمامه ولا توجد طريقة لإيقافه أو هزيمته وبعد لحظات من هجومه تتعطل اللعبة فجأ ثم بعد أن تعود اللعبة إلى العمل سيلاحظ اللاعب اختفاء فريدي الذهبي خلافا لبقية الآليات، فريدي الذهبي هو الالي الذي يستطيع الدخول إلى الغرفة الرئيسية حتى لو كانت الأبواب مغلقة لكن بنفس القدر من الغرابة شاشة كاميرا المراقبة لا تظهره في أي كاميرا مما يجعل المرء يعتقد أن فريدي الذهبي نوع من الأوهام ويقال ان فريدي هو أول ضحية للرجل الأرجواني(بالإنجليزية:Purple guy) ويقال أيضًا أن فريدي الذهبي داخله روحين، الروح الأولى هي ابن الرجل الأرجواني، وعُرف اسم الرجل الأرجواني لاحقًا بـويليام افتون (بالإنجليزية:William Afton) ، اما الروح الثانية فهي أحد ضحايا الرجل الأرجواني وهي فتاة واسمها هي كاسيدي (بالإنجليزية:Cassidy).
- في الليلة الخامسة وبدلا من سماع رجل الهاتف يتحدث يحصل اللاعب على تسجيل صوتي يصبح مفهوماً إذا تم عكسه.

## الأثر الثقافي

### فاندوم

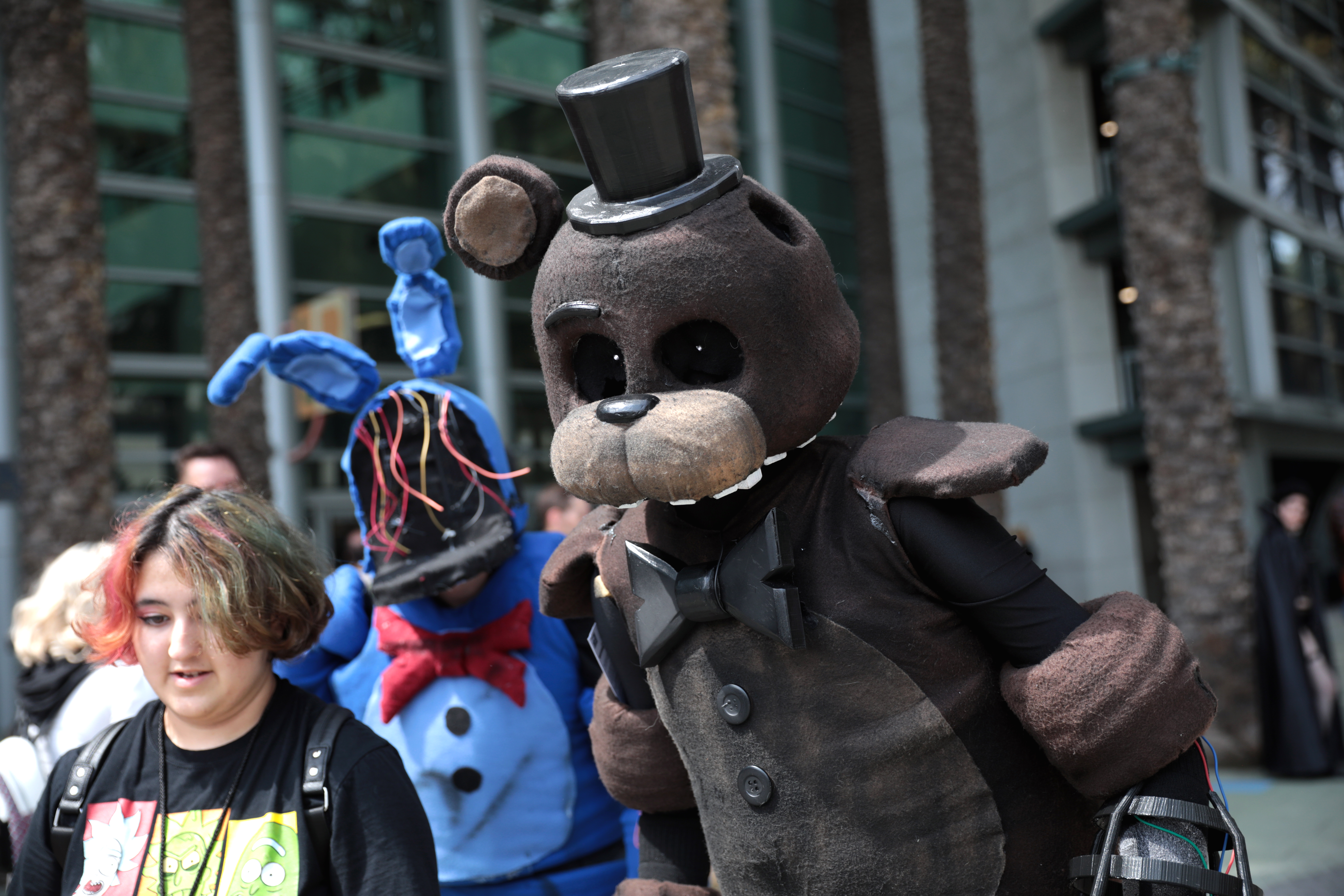
ارتدى الممثلون في WonderCon 2022 زي Withered Bonnie (Five Nights at Freddy's 2 ، الخلفية اليسرى) و Ignited Freddy (The Joy of Creation ، المقدمة اليمنى).

منذ إصدار اللعبة الأولى، أصبحت السلسلة موضوعًا شائعًا للمناقشة من قبل المعجبين على منصات التواصل الاجتماعي مثل Reddit،  ويتم عرضها بانتظام على مقاطع الفيديو من نوع Let's Play . ساعد منشئو مقاطع الفيديو المشهورون، مثل PewDiePie وMarkiplier وJacksepticeye ، السلسلة في الحصول على اهتمام إضافي من خلال فيديوهاتهن. في مايو 2015 ، أفاد موقع YouTube أن الفيديوهات في سلسلة Five Nights at Freddy كانت ثامن أكثر فيديوهات مشاهدة في فقرة الالعاب. تعرض قنوات مثل The Game Theorists أحيانًا مقاطع فيديو ذات صلة بـ Five Nights at Freddy أيضًا، لا سيما نحو قصة السلسلة.
تم استلهام عدد من ألعاب المعجبين من آليات لعبة Five Nights at Freddy's . تعتبر ألعاب المعجبين الخاصة بالامتياز شائعة بشكل لا يصدق لدرجة أن Game Jolt جعلت من ألعاب FNAF نوعًا خاصًا بها لتجنب إغراق الموقع. :{{{1}}}
على الرغم من أن المعجبين في هذه السلسلة قد تم انتقادهم لعدم نضجهم، دافع كاوثون عنهم على Steam وانتقد المجتمع الأوسع لما أسماه بالتعميم غير العادل.
في سبتمبر 2020 ، انتشر مقطع فيديو يظهر جاك بلاك يرقص على أغنية المعجبين بخمس ليالٍ في فريدي على منصة التواصل الاجتماعي تيك توك. كان بلاك قد ظهر سابقًا في حلقة من جيمي كيميل لايف! في أبريل 2020 ، مرتديًا غطاء رأس قناع على غرار الخصم الرئيسي ويليام أفتون ، حيث كشف أنه معجب بسلسلة Five Nights at Freddy . سبق أن لعب بلاك وابنه صموئيل خمس ليالٍ في فريدي 4 مع Markiplier للترويج لفيلم Goosebumps.

### بضائع
يتم إنتاج دمى لخمس ليالٍ في فريدي بشكل أساسي من قبل شركتين: Sanshee و Funko . تشمل المنتجات الألعاب المحشوة وشخصيات الحركة والملصقات والملابس وسلاسل المفاتيح والأدوات المكتبية ، من بين أشياء أخرى. تمتلك McFarlane Toys أيضًا مجموعة من Five Nights at Freddy's ، تتكون أساسًا من مجموعات البناء ؛  أطلق تود ماكفارلين على الخط "أكبر منتج منفرد مبيعًا ، بدون استثناء ، بالكثير الذي قام به [هو] في أكثر من 20 عامًا."  كانت البضائع ، المتوفرة دوليًا ، عاملاً في نجاح السلسلة.